# Кашмаши
Кашма́ши (чув. Кашмаш) — деревня в Моргаушском районе Чувашской Республики. Входит в состав Сятракасинского сельского поселения.

## География
Находится в северо-западной части Чувашии, на расстоянии менее 2 км на юго-восток по прямой от районного центра села Моргауши.

## История
Известна с 1719 года, когда здесь было 46 дворов и 123 жителя мужского пола. В 1747 году 252 мужчины, в 1795 40 дворов и 414 жителей. В XIX веке околоток деревни Хоракасы (ныне в составе Кошмаши). В 1906 году отмечено 157 дворов и 790 жителей, в 1926—180 дворов и 896 жителей, в 1939—899 жителей, в 1979—784. В 2002 году было 254 двора, в 2010—238 домохозяйств. В 1931 году был образован колхоз «Свобода», в 2010 действовал СПК "Племзавод «Свобода».

## Население
Постоянное население составляло 745 человек (чуваши 98 %) в 2002 году, 749 в 2010.